# 라라 선샤인
"라라 선샤인"은 2009년에 개봉한 대한민국의 영화이다.

## 캐스팅
- 양은용 : 김수진 역
- 이윤건 : 박철웅 역
- 안지혜 : 이미라 역
- 정인기 : 임선종 역
- 김강산 : 황철민 역
- 민수현 : 백정임 역
- 한철우 : 청부업자 역
- 박정민 : 강 형사 역
- 김태훈 : 이 순경 역
- 오혜지 : 어린수진 역
- 김영선 : 수진엄마 역
- 김명식 : 이 팀장 역
- 강미애 : 정유나 역